# Włyń (gromada)
Włyń – dawna gromada, czyli najmniejsza jednostka podziału terytorialnego Polskiej Rzeczypospolitej Ludowej w latach 1954–1972.
Gromady, z gromadzkimi radami narodowymi (GRN) jako organami władzy najniższego stopnia na wsi, funkcjonowały od reformy reorganizującej administrację wiejską przeprowadzonej jesienią 1954 do momentu ich zniesienia z dniem 1 stycznia 1973, tym samym wypierając organizację gminną w latach 1954–1972.
Gromadę Włyń siedzibą GRN we Włyniu utworzono 31 grudnia 1959 w powiecie sieradzkim w woj. łódzkim z obszaru zniesionych gromad Dzierżązna i Kamionaczyk (bez wsi i kolonii Sucha).
W 1961 roku (styczeń) gromadzka rada narodowa składała się z 19 członków.
1 lipca 1968 gromadę zniesiono, a jej obszar włączono do gromad: Warta (wieś, osadę i parcelę Dzierząźna, wieś Wrzosy, wieś i kolonię Glinno, kolonię Glinno-Góry, kolonię Glinno-Przedgóry, wieś Glinno Poduchowne, wieś i parcelę Kamionacz, wieś i osadę Włyń, osadę Bugaj-Włyń, wieś Kamionacz Poduchowny, kolonię Nobela oraz kolonię i osadę Polesie) i Woźniki (wieś i parcelę Kamionaczyk, wieś i kolonię Grądy, osadę leśną Kolasa, kolonię Grądy-Błonie oraz wieś Wojciechów) w tymże powiecie.